# Mord med Miss Fisher
Mord med Miss Fisher er en australsk tv-serie. Serien er baseret på Kerry Greenwoods romaner og blev skabt af Deb Cox og Fiona Eagger. Mord med Miss Fisher kredser om Phryne Fishers (Essie Davis) personlige og professionelle liv. Hun er en glamourøs og promiskuøs privatdetektiv i 1920'ernes Melbourne og et typisk eksempel på datidens meget moderne drengede kvindetype.
Indtil videre er alle tre sæsoner udgivet på DVD i Danmark, dog kun med engelske undertekster. De bliver dog vist på DR i løbet af 2019.

## Medvirkende
- Phryne Fisher (Essie Davis) – En uafhængig og glamourøs kvindelig detektiv, der er besat af at løse forbrydelser.
- Kommissær John "Jack" Robinson (Nathan Page) – En kriminalkommisæren der, mere eller mindre modvilligt, samarbejder med Miss Fisher og som plages af sine oplevelser under den store krig.
- Dorothy "Dot" Williams (Ashleigh Cummings) – Miss Fishers husholderske og ven. Dot er hengiven katolik, som i løbet af serien indleder et forhold til Hugh Collins.
- Constable Hugh Collins (Hugo Johnstone-Burt) – Er kommissær Robinsons højre hånd, han indleder i løbet af serien et forhold til Dot.
- Mr Butler (Richard Bligh) – Miss Fishers loyale butler, en fremragende tjener, som dels kan give gode råd og dels kan slå en proper næve i påkommende tilfælde.
- Bert (Travis McMahon) og Cec (Cecil) (Anthony Sharpe) – To taxachauffører der af og til hjælper Miss Fisher med hendes undersøgelser.
- Dr Elizabeth "Mac" Macmillan (Tammy MacIntosh) – Læge og Miss Fishers nære ven.
- Jane (Ruby Rees-Wemyss) – Miss Fishers plejedatter.
- Moster Prudence Stanley (Miriam Margolyes) – Phrynes moster.
- Murdoch Foyle (Nicholas Bell) – Tidligere universitetsprofessor, der sidder i fængsel for at have myrdet Miss Fishers søster, Jane.

## Episoder

### Serie 1
| Nummer | Handling |
| ------ | --- |
| 1      | Den australske verdensborger Phryne Fisher vender i 1928 hjem til sin hjemby Melbourne. Hun falder langsomt til, selvom hun plages af minderne om hendes forsvundne søster. Idyllen varer dog ikke længe, da hendes venindes mand findes død på sit badeværelse, to taxachauffører tager hånd om den afdøde mands stuepige, som er syg efter en dårligt udført abort og straks er Miss Fisher indblandet i kokain smugleri, en underverden hvor unge kvinder kan få fjernet "problemer" hvis de kommer i uføre og en balletdanser plaget af sin søsters død. Seerne introduceres til seriens hovedpersoner, herunder Dorothy "Dot" Williams, en stuepige som anklages for mordet på manden, men ender med at blive ansat som Miss Fisher's hushjælp og hjælper. |
| 2      | Miss Fisher er på vej i tog for, at hente sin nye bil (en Hispano-Suiza), da en af hendes medpassagerer bliver myrdet på den mest grusomme facon. |
| 3      | Miss Fisher er ude at danse på byens hotteste natklub, da et mord på natklubben gør at hun "bliver nødt til" at trække i arbejdstøjet for at opklare mordet. |
| 4      | Under en strejke i havnen, bliver Miss Fisher vidne til et mord. |
| 5      | En ung jødisk mand bliver fundet i sin boghandel. |
| 6      | Efter en teaterforestilling møder Miss Fisher for første gang den charmerende kineser Lin Chung. |
| 7      | En mystisk historie, der involverer Miss Fishers oplevelser i Frankrig før krigen, oprulles. |
| 8      | En redaktør på et damemagasin findes død under mystiske omstændigheder. |
| 9      | Miss Fisher skal lære nogle unge piger fra svære kår at opføre sig som "damer", da en af dem bliver fundet død på en nærliggende strand. |
| 10     | En ung kindelig arbejder er udsat for, hvad der ligner, en arbejdsulykke på en tekstilfabrik. |
| 11     | En kvinde findes myrdet i en cirkus. |
| 12     | Datteren til tante Prudences staldmester findes myrdet. |
| 13     | Det viser sig at Miss Fishers søster Janes morder er undsluppet fængslet og han truer nu Miss Fisher. |

### Serie 2
| Nummer | Handling |
| ------ | --- |
| 14     | Jacks svigerfar bliver anklaget for at have myrdet en ung prostitueret, beviserne synes klare, men alt er alligevel ikke som de giver sig ud for at være.                                   |
| 15     | Tante Prudence søger spirituel kontakt med sin afdøde gudsøn, men Miss Fisher aner at der er noget galt.                                                                                    |
| 16     | Tante Prudence har inviteret Miss Fisher til at tage med hende på ferie hos hendes gamle veninde Hilly McNaster i Queenscliff, hvor det viser sig at tingene ikke er helt som de skal være. |
| 17     | En bokser dør under mystiske omstændigheder. |
| 18     | En forretningskvinde findes myrdet. |
| 19     | En anfører for et fodboldhold findes myrdet med et rivaliserende holds tørklæde om sin hals.                                                                                                |
| 20     | Racerkøreren Gertrude "Gerty" Haynes findes død i sin racerbil. Jack mener indeldningsvis, at det er et uheld, men Miss Fisher og Gertrudes bror er af en anden overbevisning.              |
| 21     | En Professor Katz findes myrdet. |
| 22     | Miss Fisher finansierer en film, hvor hovedrolleindehaveren pludselig findes død. |
| 23     | En vinbonde ønsker Miss Fishers hjælp i forbindelse med undersøgelse af nogle mystiske fotografier. Han bliver efterfølgende fundet myrdet.                                                 |
| 24     | En radiovært findes myrdet. |
| 25     | En ung kvinde findes død under en brog. Det viser sig at dække over en ring af menneskesmuglere.                                                                                            |
| 26     | Under en ferierejse til de australske alper, bliver Miss Fisher og de øvrige gæster truet af mystisk morder.                                                                                |

### Serie 3
| Nummer | Handling |
| ------ | -------- |
|        |          |